# León Viejo
León Viejo – ruiny hiszpańskiej osady, założonej w XVI wieku na brzegu jeziora Managua w Nikaragui. Położone są na terenie dzisiejszego departamentu León, około 10 km na północ od miasta La Paz Centro. Współrzędne geograficzne: 12°23′50″N 86°36′37″W/12,397222 -86,610278.
Osada została zniszczona podczas wybuchu pobliskiego wulkanu Momotombo w 1610. Miasto León zostało odbudowane w innym miejscu około 30 km dalej na zachód. Ruiny León Viejo stanowią za to dzisiaj interesujące świadectwo, tego jak wyglądały struktury ekonomiczne i społeczne hiszpańskiego imperium kolonialnego w XVI wieku. Dla naukowców cenna jest również możliwość zbadania jak hiszpańscy kolonizatorzy dostosowali europejską architekturę do warunków, jakie istniały w nowo odkrytych rejony Nowego Świata. W León Viejo nadal prowadzone są badania archeologiczne.
W 2000 ruiny León Viejo zostały wpisane na listę światowego dziedzictwa UNESCO. Jest to jeden z dwóch obiektów obok wpisanej w 2011 katedry w León z Nikaragui wpisanych na tę listę.